# Shawn Mendes (álbum)
Shawn Mendes es el tercer álbum de estudio y el primer álbum homónimo del cantante y compositor canadiense Shawn Mendes. Fue lanzado a través de Island Records el 25 de mayo de 2018. La portada del disco fue realizada por el artista brasileño Marcelo Monreal.

## Antecedentes
El álbum fue grabado durante tres a cuatro meses, principalmente en Malibu, California. Las grabaciones también tuvieron lugar en Port Antonio, Jamaica. Mendes se inspiró en los artistas musicales Justin Timberlake, Kings of Leon, Kanye West y Daniel Caesar mientras grababa el disco. En una entrevista con The Recording Academy, declaró:

Para mí, se trataba sólo de explorarme musicalmente y no sólo aferrarme a un género, y permitirme crear la música que mi corazón realmente quería hacer y entender que no se trata del género sino de la persona y la cohesión dentro de las historias que estaba contando y con mi voz, del que estoy muy orgulloso. Estoy orgulloso de que puedas escuchar la parte superior de este álbum y escuchar un gran himno de rock, y luego a mitad de camino estás en una especie de loco R&B lento y luego, al final, estás en el mundo de los cantantes y compositores.[...]

## Promoción
Para anunciar la fecha de lanzamiento, las ilustraciones del álbum y el título, Mendes organizó una transmisión de vídeo en directo de 9 horas en YouTube, que culminó el 26 de abril de 2018 a medianoche. Mendes está programado para aparecer en la semana del 4 de junio en The Late Late Show with James Corden para promover el lanzamiento del álbum.

### Sencillos
"In My Blood" fue lanzado el 22 de marzo de 2018 como el sencillo principal del álbum, y enviado a contemporary hit radio el 27 de marzo. "Lost in Japan" fue lanzado al día siguiente. "Youth", con el cantante estadounidense Khalid, fue lanzado como el tercer sencillo el 3 de mayo. "Where Were You in the Morning?" fue lanzado como el cuarto sencillo el 18 de mayo. "Nervous" fue lanzado como el quinto sencillo el 23 de mayo.

## Recepción crítica
Shawn Mendes recibió críticas generalmente positivas de críticos de música, con un elogio particular hacia la composición y la madurez artística de Mendes en comparación con su trabajo anterior. Ilana Kaplan de The Independent dio el álbum 4 de 5 estrellas, elogiando la madurez de Mendes en comparación con su álbum anterior: "Con su último esfuerzo, el cantante de 19 años de edad, va más allá de los problemas de relaciones estereotipadas y va para algo más personal." En otra crítica positiva, Jem Aswad de Variety opinó que el álbum es un" álbum pop notablemente bien elaborado que encuentra al cantante probando diferentes estilos, exhibiendo prominentemente a sus colaboradores y haciendo algunas referencias flagrantes; sin embargo, su persona se ha vuelto lo suficientemente fuerte como para que nunca se vea dominado por ninguno de ellos". Hannah Mylrea de NME complementó el crecimiento de Mendes al llamar a su sonido inspirado en el rock y el funk "un br Nueva dirección en negrilla y audaz. " Mike Nied de Idolator lo llamó su mejor álbum hasta la fecha, además de uno de los mejores año hasta el momento.
Jon Caramanica de The New York Times emitió una reseña mixta, calificando el álbum como "atractivo, aunque no totalmente atractivo, lleno de canciones agradablemente anónimas que oscurecen sistemáticamente los talentos del Sr. Mendes". Jamieson Cox de Pitchfork dio una calificación de 5.1 sobre 10, señalando que las canciones de Mendes carecen de un sonido único ", y puedes imaginarlas grabadas por cualquiera: Nick Jonas, Charlie Puth, una elección aleatoria de la diáspora One Direction. " En una revisión de tres estrellas, Laura Snapes de The Guardian opinó que el intento de Mendes de desintoxicar la masculinidad del pop es admirable, pero te quedas con ganas de un poco de brusquedad. "
Mark Kennedy de Associated Press dio al álbum una crítica positiva, alabando la composición, los ganchos y el dúo con Khalid, pero no quedó impresionado por "Like to Be You", el dúo con la cantante Julia Michaels y "Fallin 'All in You", coescrito con Ed Sheeran y Johnny McDaid. Maeve McDermott de USA Today destacó "In My Blood" como una de las mejores canciones, diciendo que el álbum "encierra la inocencia, las emociones y el dolor que son exclusivos de tener 19, estar solo y esperanzado." En contraste, Brittany Spanos de Rolling Stone llamó a" In My Blood "una de las canciones más débiles del álbum, favoreciendo en cambio las colaboraciones con Michaels. Chris Gillet de South China Morning también complementa las habilidades de composición de canciones de Mendes, citando "Since I Had You", "Perfectly Wrong", y "When You're Ready" como los aspectos más destacados del álbum, así como aclamando su interpretación vocal en "Perfectly Wrong", pero fue crítico con" Queen "y" Fallin 'All in You "etiquetándolos como "genéricos", finalizó la revisión otorgando al álbum 4 de 5 estrellas.

## Lista de canciones
| Shawn Mendes (edición estándar) |                                       |                                                              |                                    |          |  |
| N.º                             | Título                                | Escritor(es)                                                 | Productor(es)                      | Duración |  |
| 1.                              | «In My Blood»                         | Shawn Mendes Geoff Warburton Teddy Geiger Scott Harris       | Mendes Geiger                      | 3:31     |  |
| 2.                              | «Nervous»                             | Mendes Julia Michaels Harris                                 | Mendes Geiger                      | 2:44     |  |
| 3.                              | «Lost in Japan»                       | Mendes Harris Nate Mercereau Geiger                          | Mendes Geiger Mercereau Louis Bell | 3:21     |  |
| 4.                              | «Where Were You in the Morning?»      | Mendes Harris Warburton Geiger                               | Mendes Geiger                      | 3:20     |  |
| 5.                              | «Like to Be You» (con Julia Michaels) | Mendes Michaels [ 30 ] Harris                                | John Mayer [ 30 ]                  | 2:39     |  |
| 6.                              | «Fallin' All in You»                  | Mendes Ed Sheeran Johnny McDaid Geiger II Harris Fred Gibson | Mendes Geiger                      | 3:55     |  |
| 7.                              | «Particular Taste»                    | Mendes Ryan Tedder [ 30 ]                                    | Zach Skelton Mendes Geiger         | 2:55     |  |
| 8.                              | «Why (Lea’s song)»                    | Mendes Harris Geiger                                         | Mendes Geiger                      | 3:58     |  |
| 9.                              | «Because I Had You»                   | Mendes Geiger Harris                                         | Tedder Mendes Geiger               | 2:22     |  |
| 10.                             | «Queen»                               | Mendes Geiger Warburton                                      | Joel Little Geiger                 | 3:24     |  |
| 11.                             | «Youth» (con Khalid)                  | Mendes Khalid Robinson Geiger II Warburton Harris            | Mendes Little                      | 3:09     |  |
| 12.                             | «Mutual»                              | Mendes Geiger Ian Kirkpatrick Harris Warburton               | Mendes Geiger                      | 2:28     |  |
| 13.                             | «Perfectly Wrong»                     | Mendes Geiger Harris Warburton                               | Mendes Geiger                      | 3:32     |  |
| 14.                             | «When You're Ready»                   | Mendes Harris Amy Allen                                      | Mendes Geiger                      | 2:49     |  |
| 44:08                           |                                       |                                                              |                                    |          |  |

| Shawn Mendes (Deluxe) |                                             |             |          |  |
| N.º                   | Título                                      | Producer(s) | Duración |  |
| 1.                    | «Señorita» (with Camila Cabello)            | Watt        | 3:10     |  |
| 2.                    | «Lost in Japan»                             | Geiger      | 3:21     |  |
| 3.                    | «If I Can't Have You»                       | Geiger      | 3:10     |  |
| 4.                    | «In My Blood»                               | Geiger      | 3:31     |  |
| 5.                    | «Fallin' All in You»                        | Geiger      | 3:55     |  |
| 6.                    | «Where Were You in the Morning?»            | Geiger      | 3:20     |  |
| 7.                    | «Nervous»                                   | Geiger      | 2:44     |  |
| 8.                    | «Like to Be You» (featuring Julia Michaels) | Mayer       | 2:39     |  |
| 9.                    | «Particular Taste»                          | Tedder      | 2:55     |  |
| 10.                   | «Because I Had You»                         | Geiger      | 2:22     |  |
| 11.                   | «Why»                                       | Geiger      | 3:58     |  |
| 12.                   | «Youth» (featuring Khalid)                  | Little      | 3:10     |  |
| 13.                   | «Perfectly Wrong»                           | Geiger      | 3:32     |  |
| 14.                   | «Mutual»                                    | Geiger      | 2:28     |  |
| 15.                   | «Queen»                                     | Little      | 3:24     |  |
| 16.                   | «When You're Ready»                         | Geiger      | 2:49     |  |

| International deluxe edition bonus tracks |                                       |               |          |  |
| N.º                                       | Título                                | Producer(s)   | Duración |  |
| 15.                                       | «In My Blood» (acoustic)              | Zubin Thakkar | 3:32     |  |
| 16.                                       | «Youth» (featuring Khalid) (acoustic) | Little        | 3:09     |  |

| Shawn Mendes (Deluxe edition (bonus tracks)) |                                 |                                         |               |          |  |
| N.º                                          | Título                          | Escritor(es)                            | Productor(es) | Duración |  |
| 15.                                          | «In My Blood» ((Acoustic))      | Mendes Warburton Geiger II Harris       | Mendes Geiger | 3:32     |  |
| 16.                                          | «Youth» (con Khalid) (Acoustic) | Mendes Robinson Warburton Geiger Harris | Mendes Little | 3:09     |  |
| 52:05                                        |                                 |                                         |               |          |  |

## Posicionamiento en listas

### Semanales
| País              | Lista                    | Mejor posición |
| ----------------- | ------------------------ | -------------- |
| Argentina         | CAPIF                    | 1              |
| Alemania          | Media Control Charts     | 3              |
| Australia         | Australian Albums Chart  | 1              |
| Austria           | Austrian Albums Chart    | 1              |
| Bélgica (Flandes) | Belgian Albums Chart     | 1              |
| Bélgica (Valonia) | Belgian Albums Chart     | 4              |
| Canadá            | Canadian Albums Chart    | 1              |
| Corea del Sur     | Gaon Album Chart         | 46             |
| Dinamarca         | Danish Albums Chart      | 2              |
| Escocia           | Scottish Albums Chart    | 4              |
| Eslovaquia        | IFPI                     | 7              |
| España            | PROMUSICAE               | 1              |
| Estados Unidos    | Billboard 200            | 1              |
| Finlandia         | Suomen virallinen lista  | 6              |
| Francia           | French Albums Chart      | 10             |
| Hungría           | Hungarian Albums Chart   | 9              |
| Irlanda           | Irish Albums Chart       | 2              |
| Italia            | Italian Albums Chart     | 2              |
| Japón             | Japonese Albums Chart    | 38             |
| México            | AMPROFON                 | 2              |
| Noruega           | Norwegian Albums Chart   | 2              |
| Nueva Zelanda     | New Zealand Albums Chart | 2              |
| Países Bajos      | Dutch Albums Chart       | 1              |
| Polonia           | Polish Albums Chart      | 5              |
| Portugal          | Portuguese Albums Chart  | 2              |
| Reino Unido       | UK Albums Chart          | 3              |
| República Checa   | IFPI                     | 4              |
| Suecia            | Swedish Albums Chart     | 5              |
| Suiza             | Swiss Albums Chart       | 1              |

## Certificaciones
| País           | Organismo certificador | Certificación | Ventas certificadas | Ref.   |
| -------------- | ---------------------- | ------------- | ------------------- | ------ |
| Australia      | ARIA                   | Platino       | 70 000              | [ 62 ] |
| Austria        | IFPI — Austria         | Oro           | 7500                | [ 63 ] |
| Brasil         | Pro-Música Brasil      | Oro           | 20 000              | [ 64 ] |
| Canadá         | Music Canada           | 2× Platino    | 160 000             | [ 65 ] |
| Chile          | IFPI — Chile           | 8× Platino    | 80 000              |        |
| Dinamarca      | IFPI — Dinamarca       | Platino       | 20 000              | [ 66 ] |
| Estados Unidos | RIAA                   | Platino       | 1 000 000           | [ 67 ] |
| México         | AMPROFON               | 2× Platino    | 120,000             | [ 68 ] |
| Nueva Zelanda  | RMNZ                   | Platino       | 15 000              | [ 69 ] |
| Reino Unido    | BPI                    | Oro           | 100 000             | [ 70 ] |
| Suecia         | IFPI — Suecia          | Oro           | 20 000              | [ 71 ] |

## Historial de lanzamientos
| Región         | Fecha              | Formatos                      | Discográficas | Ref.   |
| -------------- | ------------------ | ----------------------------- | ------------- | ------ |
| Estados Unidos | 25 de mayo de 2018 | CD Descarga digital Streaming | Island        | [ 29 ] |